# بيلي غارلاند
بيلي غارلاند (بالإنجليزية: Billy Garland)‏ هو ملحن وعازف قيثارة وكاتب أغاني ومغني أمريكي، ولد في 17 يونيو 1918، وتوفي في 16 مارس 1960.